# Johnstone Bennett
Johnstone Bennett (1870 – 14 de abril de 1906) fue una actriz e intérprete de vodevil estadounidense.

## Primeros años
Walenton (o Valentine) Cronise nació posiblemente en Francia, España, o en el mar (las fuentes cuentan varias historias), y fue adoptada de niña por Mrs. Mary Bennett en Estados Unidos. Cuando Bennett murió, fue adoptada de nuevo por la actriz Sibyl Johnstone. Se hacía llamar "Johnstone Bennett" en honor a las dos mujeres que la criaron.

## Carrera
Johnstone Bennett formaba parte de una pequeña compañía de gira cuando fue descubierta por Richard Mansfield y actuó en Monsieur (1887) en el Madison Square Theatre. Siguiendo con la compañía de Mansfield, actuó en Prince Karl (1887), Lesbia (1888),  A Parisian Romance (1888), y Beau Brummell (1890). También actuó en Honor Bright (1888), All the Comforts of a Home, A Noble Son (1889), The Story of Rodion (1895), y en los papeles protagonistas de Jane (1891), The Amazon, Fanny, y A Female Drummer (1898). En el vodevil actuó en piezas tituladas A Quiet Evening at Home y American Types.

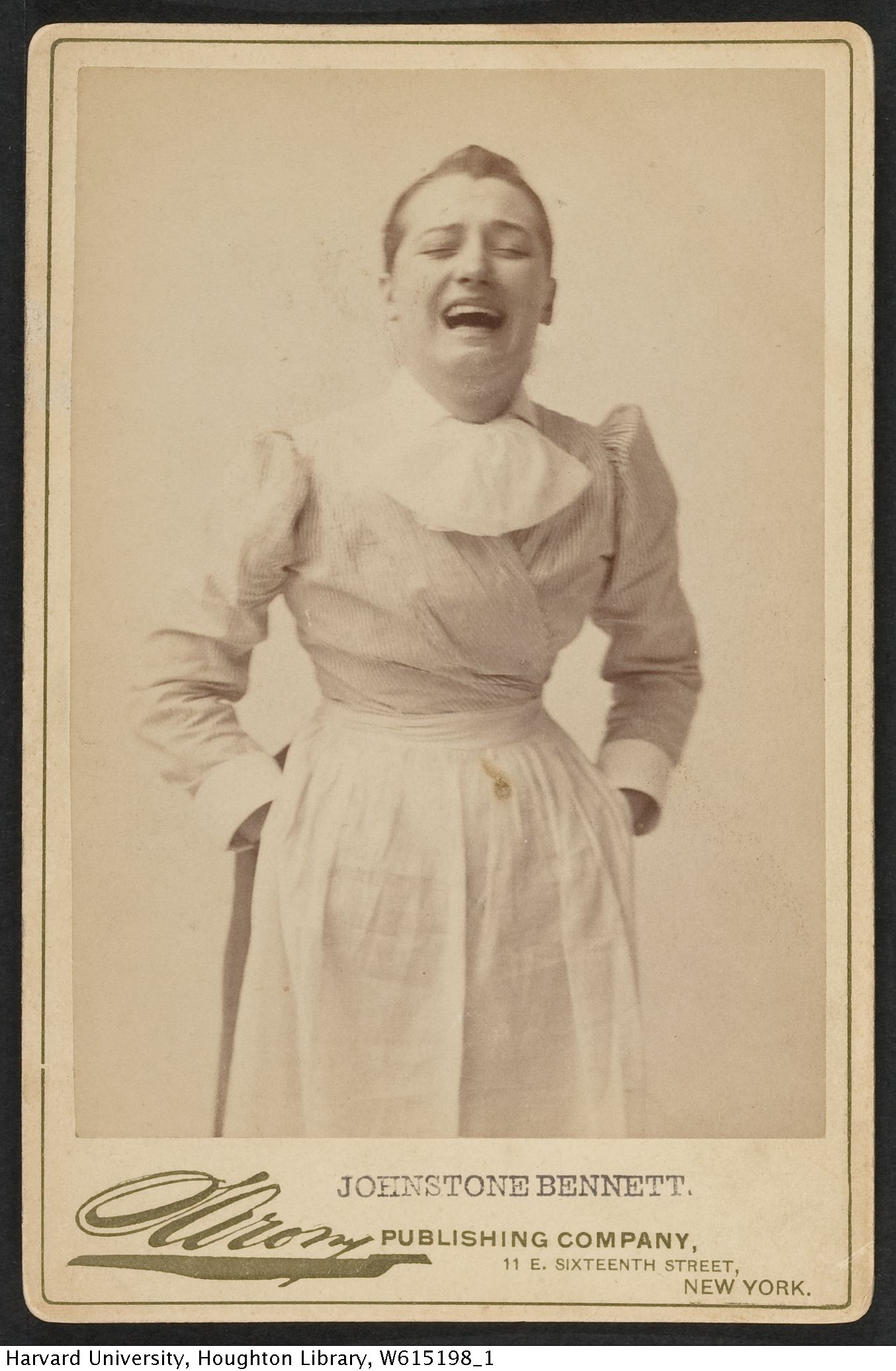
Harvard Theatre Collection - Johnstone Bennett

Bennett llevaba el pelo corto y vestía ropa masculina, tanto dentro como fuera del escenario. Coleccionaba botones para los puños y tachuelas para las camisas, y se hacía confeccionar las faldas con bolsillos tipo pantalón. Contrataba a un ayuda de cámara en lugar de una criada o un agente de prensa, y prestó su nombre a una empresa de mercería de Nueva York. En 1899 atrapó un ratón en su camerino y pensó quedárselo como mascota.
La novelista Willa Cather la describió como "la jovial y elegante Johnnie Bennett, una compañera bien avenida y la más elegante de todas las Nuevas Mujeres hechas a medida. Es otra de las que ha aprendido a engañar al tiempo: sus mejillas siguen igual de rubicundas y sus grandes ojos grises tan francos, juguetones y juveniles como en los tiempos de Jane, hace ocho o nueve años". El director teatral Robert Grau recordaba a Bennett como "sin parangón en su época".

## Vida personal
Johnstone Bennett fue indigente en sus últimos años y sobrevivió con la ayuda del Actors' Fund. Intentó trasladarse a California por su salud, pero ésta no mejoró y regresó a Nueva Jersey. Murió de tuberculosis en 1906, a los 36 años, en Bloomfield, Nueva Jersey.